# Bad (album)
Bad je album zpěváka Michaela Jacksona, vydané 31. srpna 1987, skoro pět let po vydání jeho předešlého alba Thriller, jako Jacksonovo třetí album vydané pod Epic Records. Alba se prodalo něco mezi 30 až 45 miliony kopií, což album řadí mezi 30 nejlépe prodávaných alb historie hudby. Z jedenácti písní vyšlo devět jako singl! Prvních pět singlů se dostalo na první místo americké hitparády, což je rekord, protože dodnes nemá žádný umělec pět singlů z jednoho alba na 1. místě. Album Bad bylo nominováno na šest cen Grammy a dvě obdrželo. V roce 2017 bylo album Diamantově certifikováno Asociací amerického nahrávacího průmyslu za prodej více než 10 milionů kopií alba v Americe. K tomuto albu se také konalo světové turné, které trvalo od září 1987 do ledna 1989.
Bad bylo nahráno v první polovině roku 1987. Hlavními tématy textů písni byla romance, zaujatost médii, rasové rozzařování, sebe zdokonalování, paranoia a světový mír. Album bývá považováno jako upevnění Jacksonovy pozice jednoho z nejúspěšnějších umělců osmdesátých let. Zároveň je považováno, že Bad ještě zvýšilo úspěšnost jeho sólové kariéry a stalo se jedním z nejúspěšnějších hudebních projektů v hudební historii. Jak již bylo zmíněno, devět z jedenácti písní bylo vydáno jako singl. Jedině Speed Demon a Just Good Friends (duet se Steviem Wonderem) se singly nestaly. Just Good Friends je zároveň jediná píseň z alba Bad, která neměla videoklip.
Bad dalo Jacksonovi mnohem větší svobodu než jeho předešlé nahrávky pro Epic Records (Off the Wall a Thriller). Devět z jedenácti písní složil Jackson sám (mimo Just Good Friends a Man in the Mirror). Jackson je také co-producentem alba Bad. Album úspěšně navázalo na Jacksonův komerční úspěch z první poloviny osmdesátých let, vyhrálo dvě ceny Grammy a bylo také velmi vlídně přijato hudebními kritiky. V žebříčku 100 nejlepších alb v historii podle hudební televize MTV z roku 2009 se album Bad umístilo na 43. místě, podle časopisu Rolling Stones 102. místě. Bad také ukončilo Jacksonovu osmiletou spolupráci s producentem Quincym Jonesem.

## Produkce
Jacksonova předešlá alba, Thriller a Off the Wall, byla komerčně velmi úspěšná. Dohromady se jich prodalo skoro 90 milionů kopií. Jackonův cíl byl prodat s Bad sto tisíc kopií.
Jackson začal s nahráváním prvních demo verzí pro očekávané navázání na Thriller jen pár měsíců po skončení turné Victory Tour s kapelou The Jacksons a pokračoval v něm i po celou dobu natáčení Disneyho 4D filmu Captain EO v roce 1985, který obsahoval také brzkou verzi písně Another Part of Me, která se později objevila právě na Bad. Vývoj alba začal v listopadu 1986. Nahrávalo se od 5. ledna do 9. července 1987 ve studio Westlake, kde byla postavena speciální dřevěná podlaha, aby mohl Jackson během nahrávání tančit. Jackson pro album Bad ohlásil šedesát písní a třicet jich nahrál, přičemž je chtěl použít všechny na tří diskovém setu. Jones navrhl, aby bylo album zkráceno na deset písní. Když bylo album vydáno na CD, byla přídána ještě poslední bonusová, jedenáctá skladba Leave Me Alone, která byla později vydána také jako singl.

## Seznam skladeb

### Původní vydání
| Pořadí         | Název                              | Autor                         | Délka |
| -------------- | ---------------------------------- | ----------------------------- | ----- |
| 1.             | Bad                                | M.Jackson                     | 4:07  |
| 2.             | The Way You Make Me Feel           | M.Jackson                     | 4:59  |
| 3.             | Speed Demon                        | M.Jackson                     | 4:01  |
| 4.             | Liberian Girl                      | M.Jackson                     | 3:53  |
| 5.             | Just Good Friends                  | Terry Britten / Graham Lyle   | 4:08  |
| 6.             | Another Part of Me                 | M.Jackson                     | 3:54  |
| 7.             | Man in the Mirror                  | Siedah Garrett / Glen Ballard | 5:19  |
| 8.             | I Just Can't Stop Loving You       | M.Jackson                     | 4:14  |
| 9.             | Dirty Diana                        | M.Jackson                     | 4:41  |
| 10.            | Smooth Criminal                    | M.Jackson                     | 4:19  |
| 11.            | Leave Me Alone (pouze na CD verzi) | M.Jackson                     | 4:40  |
| Celková délka: | Celková délka:                     | Celková délka:                | 48:16 |

### Speciální vydání (2001)
| Pořadí | Název                                                | Autor                         | Délka |
| ------ | ---------------------------------------------------- | ----------------------------- | ----- |
| 1.     | Bad                                                  | M.Jackson                     | 4:06  |
| 2.     | The Way You Make Me Feel                             | M.Jackson                     | 4:58  |
| 3.     | Speed Demon                                          | M.Jackson                     | 4:01  |
| 4.     | Liberian Girl                                        | M.Jackson                     | 3:53  |
| 5.     | Just Good Friends                                    | Terry Britten / Graham Lyle   | 4:05  |
| 6.     | Another Part of Me                                   | M.Jackson                     | 3:53  |
| 7.     | Man in the Mirror                                    | Siedah Garrett / Glen Ballard | 5:18  |
| 8.     | I Just Can't Stop Loving You                         | M.Jackson                     | 4:13  |
| 9.     | Dirty Diana                                          | M.Jackson                     | 4:40  |
| 10.    | Smooth Criminal                                      | M.Jackson                     | 4:16  |
| 11.    | Leave Me Alone (pouze na CD verzi)                   | M.Jackson                     | 4:37  |
| 12.    | Interview s Quincy Jonesem #1                        |                               | 4:03  |
| 13.    | Streetwalker                                         |                               | 5:49  |
| 14.    | Interview s Quincy Jonesem #2                        |                               | 2:53  |
| 15.    | Todo Mi Amor Eres Tu (I Just Can't Stop Loving You)" | M.Jackson / Rubén Blades      | 4:05  |
| 16.    | Interview s Quincy Jonesem #3                        |                               | 2:30  |
| 17.    | Intro to 'Fly Away                                   |                               | 0:08  |
| 18.    | Fly Away                                             | M.Jackson                     | 3:26  |

## Singly
| Hitparáda(1987) | Umístění |
| --------------- | -------- |
| USA             | 1        |
| U.K             | 1        |

| Hitparáda(1987) | Umístění |
| --------------- | -------- |
| USA             | 1        |
| U.K             | 3        |

| Hitparáda(1987) | Umístění |
| --------------- | -------- |
| USA             | 1        |
| U.K             | 3        |

| Hitparáda(1988) | Umístění |
| --------------- | -------- |
| USA             | 1        |
| U.K             | 21       |

| Hitparáda(1988) | Umístění |
| --------------- | -------- |
| USA             | 1        |
| U.K             | 4        |

| Hitparáda(1988) | Umístění |
| --------------- | -------- |
| USA             | 11       |
| U.K             | 15       |

| Hitparáda(1988) | Umístění |
| --------------- | -------- |
| USA             | 7        |
| U.K             | 8        |

| Hitparáda(1989) | Umístění |
| --------------- | -------- |
| USA             |          |
| U.K             | 2        |

| Hitparáda(1989) | Umístění |
| --------------- | -------- |
| USA             |          |
| U.K             | 13       |

| Hitparáda(1989) | Umístění |
| --------------- | -------- |
| USA             |          |
| U.K             |          |